# Butil-hidroxi-anizol
A terc-butil-hidroxianizol (más néven BHA vagy E320) egy keverék, melyben 2-terc-butil-4-hidroxianizol és 3-terc-butil-4-hidroxianizol található. Élelmiszerekben antioxidáns tulajdonsága miatt alkalmazzák, mert hatékonyan gátolja a zsírok és az olajok avasodását. Bár önmagában megköti a szabad gyököket, nagy mennyiségű C-vitaminnal együtt fogyasztva szabad gyökök keletkezhetnek, melyek roncsolják a szöveteket.